# Dryopteris assamensis
Dryopteris assamensis är en träjonväxtart som först beskrevs av Hope, och fick sitt nu gällande namn av Carl Frederik Albert Christensen och Ching. Dryopteris assamensis ingår i släktet Dryopteris och familjen Dryopteridaceae. Inga underarter finns listade.